# Juana Manso de Noronha

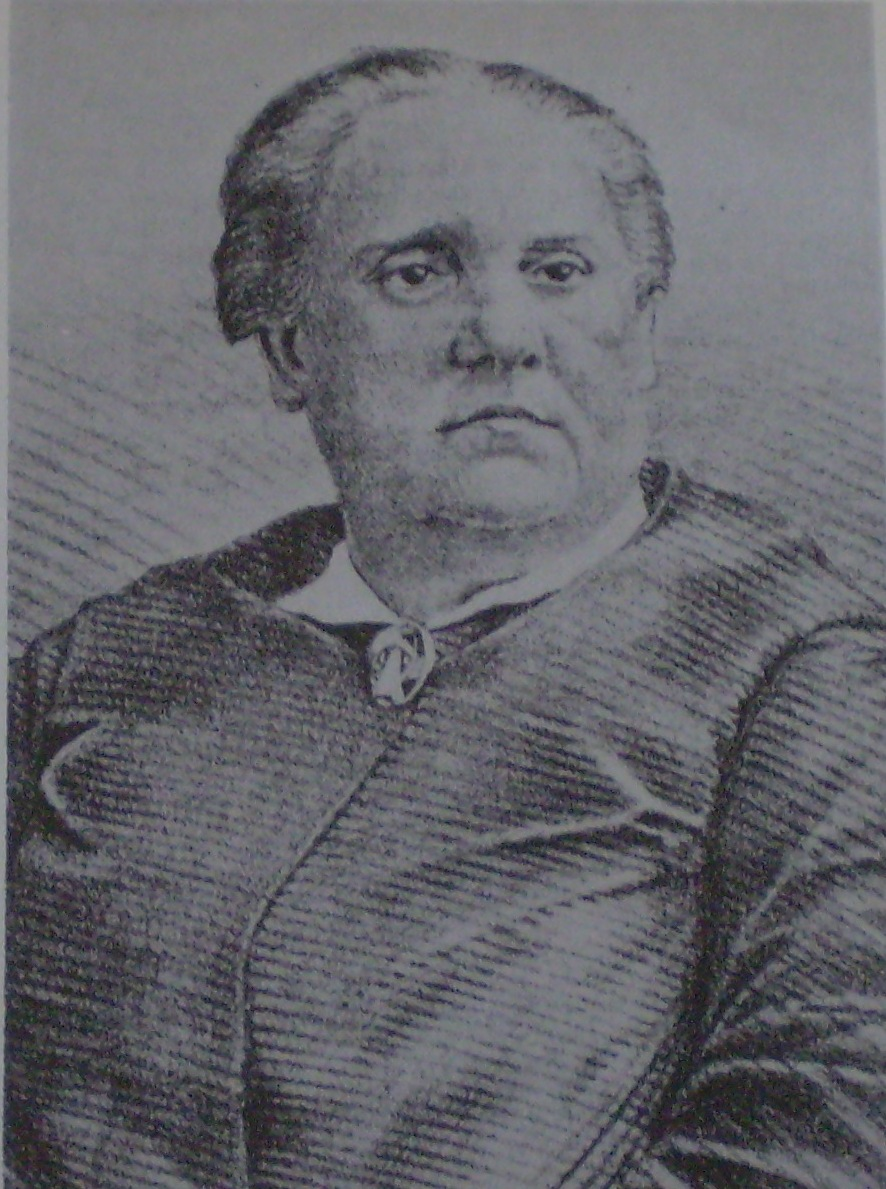
Juana Manso de Noronha

Juana Paula Manso de Noronha (* 26. Juni 1819 in Buenos Aires, Argentinien; † 24. April 1875 ebenda) war eine argentinische Schriftstellerin, Feministin, Komponistin, Pädagogin und Journalistin.

## Leben
Geboren wurde Juana Manso am 26. Juni 1819 (nach anderen Angaben 1820) als Tochter eines andalusischen Ingenieurs, José María Manso, und einer Argentinierin. Aus ihrer Kindheit erzählt sie, ihr Vater habe sie ins Kaffeehaus mitgenommen und ihr eine Schokolade mit Toastbrot bezahlt, wenn sie ein Gedicht deklamierte. 
Da der Vater der Regierung des Unitariers Bernardino Rivadavia angehörte und als solcher bei Machtantritt des Diktators Juan Manuel de Rosas in Ungnade fiel, verbrachte sie mit ihren Eltern lange Jahre im Exil, zunächst in Montevideo (1840), wo sich auch José Mármol, Esteban Echeverría und andere romantische Dichter befanden; mit ihnen hatte sie bereits 1837/38 am Literarischen Salon von Marcos Sastre teilgenommen. Um die wirtschaftlichen Schwierigkeiten zu überbrücken, gründete sie 1841 eine Schule, das „Ateneo de Señoritas“ unter der Leitung ihrer Mutter; es war die erste Frauenbildungsinstitution in Montevideo, wo Arithmetik, Literatur, Grammatik, Französisch, Geographie und andere naturwissenschaftliche Fächer für Frauen unterrichtet wurden, aber auch damals als „frauentypisch“ angesehene Fertigkeiten wie Handarbeiten, gutes Benehmen, Klavierspielen, Gesang und Zeichnen. 1841 veröffentlichte sie auch das berühmte Gedicht La mujer poeta („Die Frau als Dichterin“). José Mármol ermunterte sie zu schreiben, und so veröffentlichte sie nahezu wöchentlich Gedichte unter verschiedenen Pseudonymen in diversen Zeitungen der uruguayischen Hauptstadt.
Doch die Diktatur griff auf Uruguay über, da Manuel Oribe Montevideo belagerte, und die Mansos mussten weiter nach Brasilien. In Rio de Janeiro hielt sie sich mit privaten Spanisch- und Französischstunden über Wasser und konnte so auch am Conservatório de Arte Dramático studieren. Sie verfasste ein Oratorium mit dem Titel „Cristóbal Colón“ (Christoph Kolumbus), mit Musik ihres Vaters. 1844 lernte sie den portugiesischen Geiger Francisco de Saá Noronha kennen, den sie heiratete. 1846 reisten beide in die USA, wo sie aber keinen Erfolg hatten. Im selben Jahr wurde ihre Tochter Eulalia geboren, die zweite, Erminia, 1848 in Kuba, wo sie gut aufgenommen wurden. Anschließend kehrten sie nach Brasilien zurück, und Juana Manso gründete 1852 die Zeitung O Jornal das Senhoras (Die Zeitung der Frauen). Für ihren Mann komponierte sie zwei Zarzuelas: Elvira la Saboyarda 1849 und Esmeralda 1851; beide wurden mit relativ großem Erfolg in Rio aufgeführt. Später wurde sie jedoch von ihrem Mann verlassen. (vgl. Lewkowicz 2000: 50f.) 
Nachdem die Rosas-Diktatur zu Ende war, kehrte sie im Juli 1853 mit ihren Töchtern nach Argentinien zurück, wo sie 1854 das Álbum de Señoritas (Album für junge Damen) gründete. Sie arbeitete auch an der 1858 von Domingo Faustino Sarmiento gegründeten Zeitschrift Anales de la Educación Común (Annalen der Volksbildung) mit, für die sie viele Artikel schrieb (von 1865 bis zu ihrem Tod 1875 hatte sie sogar die Leitung inne, vgl. Lewkowicz 2000: 122). Sie wurde Parteimitglied im „Partido Autonomista“, deren bedeutendste Persönlichkeiten Bartolomé Mitre, Mármol und Sarmiento waren. 1862 gab sie für den Geschichtsunterricht in Argentinien ein Compendio de las Provincias Unidas del Río de la Plata heraus, das erste Kompendium der argentinischen Geschichte (vgl. Lewkowicz 2000: 149). 1864 gründete sie die kurzlebige Zeitschrift La Flor del Aire, Periódico literario ilustrado dedicado al bello sexo (Blume der Luft, Illustrierte Literarische Wochenschrift, dem schönen Geschlecht gewidmet). Mit dem Pseudonym „Dolores“ zeichnete sie eine Rubrik über „Mujeres ilustres de la América del Sud“ (Berühmte Frauen Südamerikas); noch im selben Jahr wurde die Zeitschrift in La Siempre Viva (Die Immergrüne) umbenannt und Juana Manso ihre Chefredakteurin; neben ihr schrieb auch die argentinische Schriftstellerin Eduarda Mansilla de García darin unter dem Pseudonym „Daniel“, v. a. Theaterkritik (vgl. Lewkowicz 2000: 108). 
Juana Paula Manso de Noronha starb am 24. April 1875 und wurde auf dem englischen Friedhof (Cementerio de Disidentes) begraben, da man ihr als „Häretikerin“ ein katholisches Begräbnis verwehrte (sie war schon Jahre zuvor zum Anglikanischen Glauben übergetreten), vor allem weil sie sich weigerte, am Totenbett zu beichten und die Letzte Ölung zu erhalten. Ihre Tochter Eulalia bat den Erziehungsminister, die Anales de Educación Común weiterführen zu dürfen. Erst 1915 wurden die sterblichen Überreste von Juana Manso auf den Cementerio de la Chacarita (Panteón de Maestras) überführt. (vgl. Lewkowicz 2000: 291)

## Literarisches Werk

### Romane

#### La familia del Comendador
La familia del Comendador (Buenos Aires, Imprenta de J.A. Bernheim, 1854) ist der erste von einer Frau geschriebene Roman in Argentinien und einer der ersten Romane überhaupt, je nachdem, wie man „den 1. Roman“ definiert: El matadero von Esteban Echeverría war zwar 1838 geschrieben, aber erst 1871 veröffentlicht worden, ist außerdem kein klassischer Vertreter der Gattung, eher eine Novelle. Der erste Band von Amalia von José Mármol war zwar 1851 in Montevideo erschienen, die vollständige Ausgabe aber erst 1855. Was interessant ist, ist aber nicht diese Vorläuferschaft, sondern die Tatsache, dass der Roman zwischenzeitlich vollständig in Vergessenheit geraten ist (vgl. Fletcher 1994: 109). 
Die Handlung spielt in Brasilien vor der Abschaffung der Sklaverei; man kann ihn als Nachahmung von Onkel Toms Hütte (1850) von Harriet Beecher Stowe ansehen, aber auch als „weiblichen“ Bildungsroman lesen, denn zu Beginn finden wir eine unerfahrene junge Frau vor, die sich im Verlauf der Handlung entwickelt. Gabriela ist erst 16 Jahre alt und soll nach dem Wunsch ihrer Eltern ihren geisteskranken Onkel heiraten, um den Familienbesitz zusammenzuhalten. Dieser Onkel, Juan, hat Beziehungen zu einer Schwarzen, die von ihm zwei Kinder bekommen hat, Mauricio und Emilia. Gabriela will lieber in ein Kloster gehen, als ihren Onkel zu heiraten; sie ist in einen jungen Mann, Ernesto de Souza, verliebt, der auch menschlich mit seinen Sklaven umgeht, während ihr eigener Vater diese misshandelt. Am Ende werden die Sklaven sogar freigelassen und Gabriela wieder aus dem Kloster geholt. Mauricio, der Sohn des inzwischen verstorbenen Onkels, der Arzt wird und sich in seine weiße Cousine Mariquita verliebt, steht als „Mulatte“ als Symbol für eine revolutionäre Rassengleichheit, die in Argentinien kurz nach der Rosas-Diktatur, als Schwarze brutal verfolgt wurden, unerhört war (vgl. Lewkowicz 2000: 250f.).
Im Unterschied zu ihrer Landsfrau Juana Manuela Gorriti, die mehr eine Auflehnung im Rahmen des Individuellen befürwortet, forderte Manso eine Revolution im soziopolitischen Bereich. Gorriti war auch nicht so radikal antirassistisch wie Manso; sie klagte zwar die schlechte Behandlung der Indígenas an, meinte aber, der Schwarze bleibe trotz aller Bildung stets ein „wildes Tier“, das der Weiße „zähmen“ müsse.

#### Los misterios del Plata
Bekannter ist ihr Roman Los misterios del Plata (geschrieben in Philadelphia 1846, beendet in Brasilien 1850, veröffentlicht als Fortsetzungsroman auf Portugiesisch in O Jornal das Senhoras 1852 in Rio de Janeiro, in Argentinien als Fortsetzungsroman 1867 und 1899 in Buchform) wegen seines antirosistischen Themas. So lautet auch der Untertitel: „Guerras civiles del Río de la Plata“ (Bürgerkrieg am Río de la Plata). Manso wollte ursprünglich eine ganze Serie von historischen Romanen schreiben (vgl. Lewkowicz 2000: 217). Der Haupttitel ist eine klare Anspielung auf Les mystères de Paris von Eugène Sue, dem Begründer des Feuilletonromans. Dieser Text ist weniger revolutionär, sondern zielt lediglich auf einen Wechsel innerhalb des Systems ab.
Handlung: Der untadelige Dr. Avellaneda, ein unter Diktator Rosas verfolgter Unitarier, versucht aus dem Exil in Montevideo nach Corrientes zu flüchten, wird aber durch perfide Intrigen verhaftet und der so genannten Mazorca, der grausamen Geheimpolizei ausgeliefert. Adelaida, seine Gattin, wird selbst aktiv, indem sie ihn im Gefängnis besucht, und zwar mit Hilfe eines Tricks, indem sie die Kleider ihrer Sklavin Marica anzieht. Auch bedient sie sich einer weiblichen List, um ihrem Gatten Nachrichten ins Gefängnis zu schicken (in Broten versteckt – so wird die Rolle der Frau als Ernährerin subversiv umgedeutet). Zuletzt verkleidet sich Adelaida als Mann, um ihren Gatten aus dem Gefängnis zu befreien. Sie fordert das Gesetz heraus und setzt sich selbst als Autorität, beweist aber gleichzeitig, dass vieles der männlichen Macht auf äußerem Schein beruht. So versucht sie die ganze rosistische Diktatur als großen Karneval zu beschreiben. Die Autorin wendet sich darin gegen Korruption, Repression, Zensur, Ausbeutung der Armen und Sklaverei, auch gegen die Todesstrafe, die Frau wird zur romantisch überhöhten Heldin. Der ganze Text ist in einer Zwischenzone zwischen Fiktion und Realität angesiedelt: In Fußnoten betont die Autorin immer wieder den Wahrheitscharakter ihrer Schilderungen, das „ich habe es selbst erlebt“. Vom Inhalt her ist es eine Mischung zwischen Familiensaga und historischem Roman.

### Titel
- Los Misterios del Plata. Episodios de la época de Rosas escritos en 1846. Edición prologada y corregida por Ricardo Isidro López Muñiz. Buenos Aires: Librería y Casa Editora de Jesús Menéndez, 1924.
- La familia del Comendador. Novela original. Buenos Aires: Imprenta de J.A. Bernheim, 1854.

## Sekundärliteratur
- Arambel-Guiñazú, María Cristina/Martín, Claire Emilie (2001): Las mujeres toman la palabra. Escritura femenina del siglo XIX en Hispanoamérica. Vol. I. Iberoamericana/Vervuert, Madrid / Frankfurt a. M. 2001.
- Cuadernos Hispanoamericanos Nr. 639 (sept. 2003): Dossier: «Escritoras argentinas del siglo XIX», S. 5–60.
- Lea Fletcher: Mujeres y cultura en la Argentina del siglo XIX. Feminaria Editora, Buenos Aires 1994.
- Lidia F. Lewkowicz: Juana Paula Manso (1819–1875): Una mujer del Siglo XXI. Corregidor, Buenos Aires 2000.
- María Gabriela Mizraje: Argentinas de Rosas a Perón: Mariquita Sánchez, Juana Manso, Juana Manuela Gorriti, Eduarda Mansilla, Emma de la Barra, Alfonsina Storni, Norah Lange, Victoria Ocampo, Beatriz Guido, Alejandra Pizarnik, Griselda Gambaro. Ed. Biblos, Buenos Aires 1999, ISBN 950-786-223-4 (Biblioteca de las mujeres, 9).